# رضا روزبه

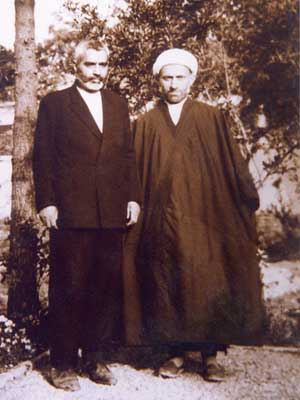
رضا روزبه در کنار علامه کرباسچیان

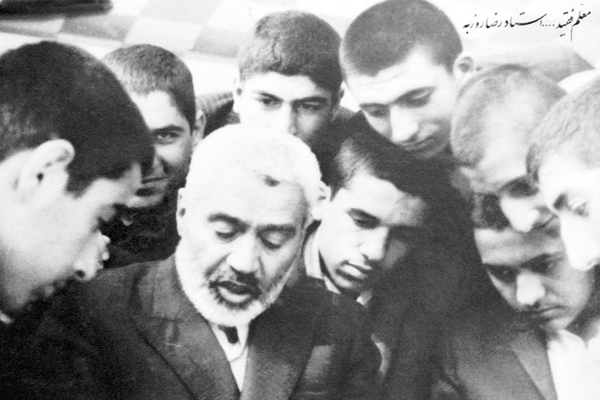
رضا روزبه در کنار دانش اموزان

رضا روزبه (زاده اردیبهشت ۱۳۰۰–درگذشته ۲۱ آبان ۱۳۵۲) از دانشمندان و مذهبیان بنام زنجان بود.

## زندگی‌نامه

### تولد و کودکی
روزبه در اردیبهشت ۱۳۰۰ در خانواده‌ای مذهبی و مبارز در شهر زنجان به دنیا آمد. پدرش کربلایی محمود خیاط فرزند جواد زنجانی، از شاگردان میرزا محمدتقی شیرازی بود و مادرش سیده ربابه دخت حاج سیدتقی، از سادات زنجان شمرده می‌شد.

### تحصیلات
روزبه در کنار تعلیمات ابتدایی و آموزش متوسطه، علوم حوزوی را تا سطوح عالی نزد پدر و عمویش و استادان مشهور در زنجان خواند. او نزد سید محمود امام جمعه دروس منطق حکمت الاشراق، معیار العلم غزالی، مبدأ و معاد صدرالمتالهین را تحصیل کرد و دروس تفسیر، فقه، فلسفه و درس خارج رادر نزد حسین دین محمدی زنجانی آموخت. و در نزد سایر استادان چون، حاج آقا سیدمحمد امام جمعه، و ابراهیم مولوی زنجانی نیز تحصیل کرد و طلبه ممتاز شناخته شد. با اتمام دوره متوسطه، او چند سالی در دبستان توفیق زنجان به تدریس دانش آموزان پرداخت و سپس به تهران مهاجرت کرد.
در سال تحصیلی ۱۳۳۱–۱۳۳۰، وارد دانشکده علوم شد و با انتخاب رشته فیزیک تحصیلات عالی خود را آغاز کرد. او این دوره را با نگارش «مطالعه در آثار میدان الکتریک و رادیاسیون و گاز ازت روی موجودات زنده» به پایان برد و در پایان رساله طرح جدیدی برای استفاده از گاز ازن در پزشکی ارائه داد. او به عنوان محقق فیزیک و استاد رشته فیزیک شناخته شد. روزبه در معارف اسلامی، فقه و اصول، فلسفه و کلام، ادبیات عرب و تفسیر قرآن مطالعات وسیعی داشت و رسایل و مکاسب را خوب می‌دانست. او زبانهای عربی و فرانسه را خوب می‌دانست.

### بستگان
خواهر کوچکتر وی (منصوره روزبه) همسر  علامه طباطبایی بوده‌است.

### فرزندان
استاد رضا روزبه در چهل سالگی با خانواده‌ای روحانی ازدواج کرد. ثمره این پیوند دو پسر به نامهای محمود و حامد و یک دختر به نام رضیه است که رضیه و محمود راه پدر را برگزیدند و معلم شدند.

### درگذشت
روزبه در سال ۱۳۴۷، به سبب تماس با تشعشعات رادیواکتیو در آزمایشگاه، به بیماری سرطان مبتلا شد. در سالهای ۱۳۴۸ و ۱۳۴۹ حالش رو به وخامت گذاشت. او ساعت ۷:۳۰ صبح روز ۲۱ آبان سال ۱۳۵۲ درگذشت و در قم در قبرستان نو دفن گردید.

## مدرسه علوی
یکی دیگر از ابعاد زندگی روزبه، مدرسه علوی است. با وجود پیشنهادهای مکرر دکتر هوشیار به روزبه و تلاش‌های پروفسور محمود حسابی برای احراز کرسی دانشگاه برای تدریس و اعزام به خارج از کشور برای تحصیل در دوره دکتری که روزبه به آن خیلی هم علاقه‌مند بود او پایه‌گذاری مدرسه علوی و تدریس در آن را ترجیح داد. این واحد آموزش متوسطه در سال ۱۳۳۵ توسط حاج علی‌اصغر کرباسچیان (علامه) و علی گلزاده غفوری و حاج مقدس تهرانی و شالچیان و به مدیریت روزبه شروع به فعالیت کرد. دبیرستان علوی و شعب آن از نظر پذیرش محصل، انتخاب استاد و برنامه‌های آموزشی ویژه بودند و روحانیانی مثل، مرتضی مطهری و محمدتقی جعفری و... با هیئت مدیره و روزبه همکاری نزدیک داشتند.
اکبر هاشمی رفسنجانی درباره حضور خویش در این مدرسه، چنین می‌گوید:
- برای تحصیل علوم جدید که با خواست آیت‌اللّه العظمی بروجردی (ره) در مدرسه علوی برای ده نفر از طلاب زبده تنظیم شده بود و من جزء آن‌ها بودم یکی دو تابستان در تحصیلات جدید مدرسه علوی شرکت کردیم برای تربیت مبلغ برای خارج از ایران استادان این دوره‌ها مرحوم روزبه و جمعی دیگر بودند.

## یادمانگارها
جمعی از شاگردان روزبه، مجتمعی آموزشی در سال ۱۳۶۸ به مناسبت بزرگداشت وی موسسه‌ای غیرانتفاعی به نام روزبه با هدف ایجاد محیطی آموزشی برای تربیت و تعلیم دانش‌آموزان تأسیس نمودند. 
بنیاد نخبگان استان زنجان در سال ۱۳۹۶ مراسم نکوداشتی با حضور جمعی از چهره های برجسته علمی و فرهنگی کشور، شاگردان و همکاران ایشان، جمعی از دانشجویان و استعدادهای برتر برگزار کرد.

## آثار و تالیفات
- اثبات جهان ماورا
- اثبات وجود خدا
- عصمت پیامبران
- ولایت
- فقه
- عربی آسان
- روش آسان در تعلیم قرآن
- خداشناسی